# Negrais
Negrais é uma localidade da freguesia de Almargem do Bispo, Pero Pinheiro e Montelavar, concelho de Sintra. Limita a leste com Santa Eulália (Mafra), a sul com Alfouvar e a oeste com a Pedra Furada. É uma povoação de relevo por ser o lar de uma das especialidades gastronómicas do concelho, o Leitão de Negrais, cujas origens remontam à Idade Média. Para além disto, dentro dos seus limites encontra-se também o Campo de Lapiás de Negrais, de grande valor geológico, florístico e paisagístico.
Possui duas festividades, a Festa do Leitão (celebrada em maio) e as Festas de Negrais (celebradas em julho).

## Património
- Sítio Classificado da Granja dos Serrões e Negrais

## Personalidades
- Marco Caneira